# Blackpink
Black Pink és un grup de k-pop creat per YG Entertainment el 2016. En menys d'un mes des del seu debut van aparèixer a la llista de més venuts a nivell mundial via digital de Billboard.
Les membres s'han mantingut constants: Jennie, Jisoo, Rosé i Lisa.
L'agost de 2012 començà la preparació promocional llançant imatges i participant en cançons i anuncis, YG Entertainment revelà qui conformaria finalment l'equip i el seu nom el 29 de juny de 2016.
Finalment blackpink va debutar el 8 d’agost del 2016 amb 2 cançons el mateix dia, Boombayah i whistle.
En el primer any d'existència del grup van ser tres vegades la primera posició al rànquing mundial de Billboard Korea amb els singles Boombayah, Playing with fire, As If It's Your Last i Stay i van tindre vendes estables.

## Treball de promoció de marques
En tres setmanes de debut, Black Pink va quedar segona respecte Exo en reputació de marca segons un estudi per l'Institut de Corea de Reputació Corporativa publicat a l'agost de 2016. Un altre estudi centrat en grups femenins revelà que la influència de la marca del grup havia sobrepassat la de Girls' Generation i Twice el mes de setembre. El cap del laboratori d'investigació de reputacions va descriure la fita com “de primera”. Les Blackpink van ser contractades com a models per a promocionar la marca Reebok Classic (de Reebok).

## Discografia
- 2016-8-7 Doble single Boombayah i Whistle
- 2016 Square Two (EP)
- 2017 Single As If it's your last[4]
- 2018 Solo (Jennie)
- 2019 Kill This Love
- 2020 the album
- 2021 -R- (Rosé)
- 2021 Lalisa (Lisa)
- 2022 Born pink
- 2024 Me (Jisoo)

## Recepció
El single del 2017 As If It's Your Last fou el tercer single en estar en la primera posició de Billboard.
Al rànquing dels Social 50 de Billboard (que considera la presència en serveis de xarxes socials) tenen la posició més alta entre les artistes femenines de K-pop, ja que els reis d'aquestes llistes de K-pop i de les llistes mundials i internacionals, és el mundialment conegut boy grup, BTS el qual ha aconseguit trencar rècords retinguts durant molt de temps per altres artistes i fins i tot ser catalogats com els pròxims Queen's de la nova era musical.